# Ray Hammond
Ray Hammond es un escritor británico y futurólogo.